# Eoperipatus horsti
Eoperipatus horsti är en klomaskart som beskrevs av Evans 1901. Eoperipatus horsti ingår i släktet Eoperipatus och familjen Peripatidae. Inga underarter finns listade i Catalogue of Life.